# مخازن الطاقة الحرارية الموسمية
تخزين الطاقة الحرارية الموسمية (أو STES) هو مصطلح شامل وعام لعدة تقنيات تستخدم لتخزين الحرارة أو البرودة لفترات زمنية تصل لعدة شهور. ويصف المصطلح غير المشهور تخزين الطاقة الحرارية بين الفصول هذه التقنية بصورة أفضل؛ لأن الطاقة الحرارية يمكن الحصول عليها أينما كانت متاحة واستخدامها عند الحاجة حتى في الفصول المتعارضة. ومن أمثلة ذلك، الطاقة الحرارية المأخوذة من الشمس أو الطاقة الحرارية بالنفايات أو جهاز تكييف الهواء التي يمكن تجميعها خلال الشهور الحارة واستخدامها في تدفئة الأماكن عند الحاجة حتى أثناء شهور الشتاء. ويمكن تخزين الطاقة الحرارية لنفايات العملية الصناعية بالمثل واستخدامها فيما بعد. ومن أمثلتها أيضًا البرد المعتدل في الشتاء حيث يمكن تخزين الهواء لتكييف الهواء في الصيف. يمكن استخدام مخازن الطاقة الحرارية الموسمية في أنظمة تدفئة الأحياء السكنية وكذلك المباني والمجمعات.
هناك مثال على أحد الأنواع المتعددة لمخازن الطاقة الحرارية الموسمية يوضح القدرة على تخزين الحرارة بين المواسم. في ألبرتا بكندا، هناك مشروع المجتمع الشمسي بأرض المضخة (تم تشغيله منذ عام 2007)، حيث تحصل 97% من المنازل على الطاقة الحرارية على مدار العام من خلال نظام طاقة حرارية مميز مزود بطاقة حرارية شمسية من خلال ألواح شمسية حرارية على أسطح الجراجات. ويعمل هذا الإنجاز الفذ - الذي حقق رقمًا قياسيًا عالميًا - عن طريق تخزين الحرارة بين المواسم بكميات كبيرة تحت حديقة مركزية. يحدث التغير الحراري عن طريق مجموعة من 144 بئرًا محفورة بعمق 37 مترًا في الأرض. وكل بئر قطره 155 ملم وبه مبادل حراري مصنوع من أنبوبة من البلاستيك قطرها صغير تحدث بها دورة الماء، ولا توجد مضخات حرارية على الرغم من أنها غالبًا ما تستخدم في التوصيل بمخازن الطاقة الحرارية الموسمية.

## تقنيات تخزين الطاقة الحرارية الموسمية
توجد أنواع عديدة من تقنيات تخزين الطاقة الحرارية الموسمية: